# Achocalla
Achocalla est une localité du Département de La Paz en Bolivie.
La population était de 10 369 habitants en 2001.
Une rencontre nationale pour l'économie solidaire s'y est déroulé en mars 2007.